# Ábrego, Colombia
Ábrego är en ort i Colombia.   Den ligger i departementet Norte de Santander, i den norra delen av landet, 400 km norr om huvudstaden Bogotá. Ábrego ligger 1 395 meter över havet och antalet invånare är 10 822.
Terrängen runt Ábrego är huvudsakligen kuperad, men den allra närmaste omgivningen är platt. Runt Ábrego är det glesbefolkat, med 20 invånare per kvadratkilometer. Ábrego är det största samhället i trakten. Trakten runt Ábrego består i huvudsak av gräsmarker.